# IrfanView
(anglès)
IrfanView és un visor d'imatges ràpid, petit i compacte. És un programa gratuït que permet veure, editar i convertir arxius d'imatges i reproduir arxius d'àudio i vídeo. És un programa senzill i versàtil, però només funciona per a Microsoft Windows (tot i que pot funcionar a Linux, usant Wine, o Mac OS, usant WineBottler). No té tantes funcionalitats com altres programes d'edició d'imatges, però és fàcil d'usar i sobretot és ràpid i permet obrir i modificar molts formats d'arxius d'imatge.
A més, està disponible en molts idiomes, entre els quals hi ha el català des de fa molts anys (com a mínim des del 2005 però molt probablement des d'abans). Per tenir el programa en català, cal baixar el programa (en anglès, per exemple) i després baixar el paquet d'idioma, de Softcatalà o de la mateixa pàgina d'Irfanview. Després cal anar a configuració i extreure i instal·lar els fitxers pel català des del mateix programa.